# Böhmfeld
Böhmfeld är en kommun och ort i Landkreis Eichstätt i Regierungsbezirk Oberbayern i förbundslandet Bayern i Tyskland.
Kommunen ingår i kommunalförbundet Eitensheim tillsammans med kommunen Eitensheim.